# Nouna (departamento)

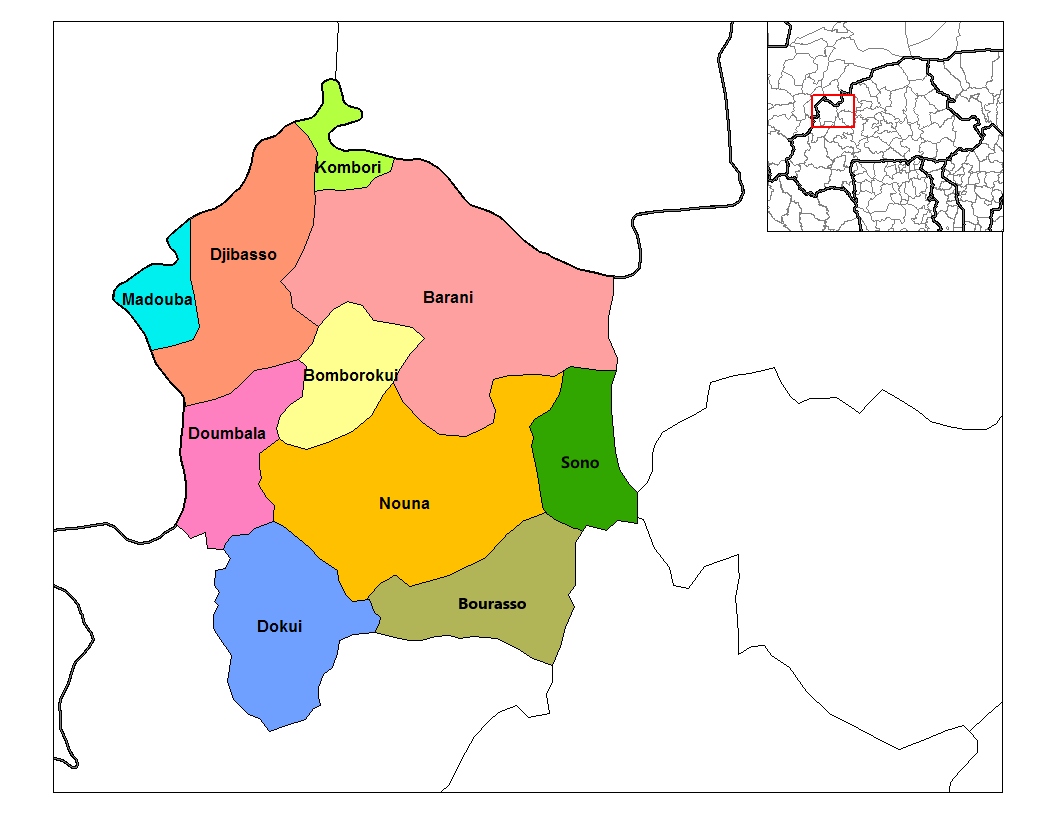
Departamentos de Kossi, incluindo Nouna

Nouna é um dos dez departamentos da província de Kossi, no Burkina Faso.

## Cidades e vilas
- Nouna (20 287 habitantes) (capital)
- Aourèma (363 habitantes)
- Babekolon (656 habitantes)
- Bagala (1 252 habitantes)
- Bankoumani (1 646 habitantes)
- Bare (1 273 habitantes)
- Bisso (503 habitantes)
- Bonkuy (69 habitantes)
- Boron (612 habitantes)
- Damandigui (472 habitantes)
- Dantiéra (384 habitantes)
- Dara (2 335 habitantes)
- Dembelela (433 habitantes)
- Dembo (1 728 habitantes)
- Digani (1 532 habitantes)
- Dina (167 habitantes)
- Diondougou (164 habitantes)
- Dionkongo (876 habitantes)
- Farakuy (427 habitantes)
- Kaki (1 259 habitantes)
- Kansara (601 habitantes)
- Karekuy (361 habitantes)
- Kalfadougou (560 habitantes)
- Kemena (2 179 habitantes)
- Kerena (712 habitantes)
- Kombara (1 093 habitantes)
- Konankoira (1 670 habitantes)
- Konkuini (314 habitantes)
- Kononiba (398 habitantes)
- Koredougou (165 habitantes)
- Koro (2 612 habitantes)
- Lei (378 habitantes)
- Mani (781 habitantes)
- Moinsi (75 habitantes)
- Mourdie (1 474 habitantes)
- Niankuy (227 habitantes)
- Ouette (1 502 habitantes)
- Pa (1 086 habitantes)
- Patiarakuy (293 habitantes)
- Saint-Jean (484 habitantes)
- Saint-Louis (998 habitantes)
- Sampopo (755 habitantes)
- Seré (1 041 habitantes)
- Seriba (1 216 habitantes)
- Sien (192 habitantes)
- Simbadougou (1 076 habitantes)
- Soa (768 habitantes)
- Sobon (1 086 habitantes)
- Soin (1 078 habitantes)
- Sokoro (902 habitantes)
- Solimana (1 822 habitantes)
- Tébéré (563 habitantes)
- Tenou (1 486 habitantes)
- Thia (147 habitantes)
- Tissi (887 habitantes)
- Tombodougou (806 habitantes)
- Toni (1 940 habitantes)
- Tonkoroni (262 habitantes)
- Tonseré (395 habitantes)
- Zoun (505 habitantes